# Tatort: Der wüste Gobi
Der wüste Gobi ist ein Fernsehfilm aus der Krimireihe Tatort. Der vom MDR produzierte Beitrag wurde am 26. Dezember 2017 im Ersten ausgestrahlt. In dieser 1040. Tatort-Folge ermitteln die Weimarer Kommissare Lessing und Dorn in ihrem fünften Fall.

## Handlung
Der für dreifachen Frauenmord verurteilte Gotthilf Bigamiluschvatokovtschvili, kurz Gobi, bricht nach fünf Jahren Haft aus der forensischen Psychiatrie aus. Dabei hinterlässt er eine tote Krankenschwester, und kurz darauf wird auch die Ehefrau von Professor Eisler, Chefarzt der Psychiatrie, tot im eigenen Bett aufgefunden. Dorn und Lessing jagen den Mörder, der anscheinend auf einem Rachefeldzug ist.
Gobi taucht bei seiner Verlobten Mimi Kalkbrenner, einer Harfenistin der Staatskapelle, auf und flieht mit einem Auto und später in die Kanalisation. Nachdem die Ermittler Zweifel an der Schuld Gobis bekommen, verdächtigen sie dessen Verlobte sowie Professor Eisler, der stets herablassend über seine kranke Frau gesprochen hat. Nachdem die Verlobte eine junge Frau angreift, mit der Gobi sie betrogen hatte, gibt sie zu, die Morde aus Eifersucht begangen zu haben, die Gobi angelastet wurden. In der Psychiatrie wähnte sie ihn sicher vor anderen Frauen. Dabei konnte sie nicht ahnen, dass Professor Eisler sich an der Krankenschwester vergangen hatte und diese Tat Gobi unterschieben wollte. Dorn und Lessing wollen nun Gobi und Eisler bei einem Treffen in der Kanalisation überraschen. Dort muss Eisler zugeben, dass er nicht nur die Krankenschwester, sondern auch seine Ehefrau ermordet hat. Er wehrt sich gegen eine Verhaftung und eröffnet das Feuer. Gobi kann ihn mit einem Metallstück außer Gefecht setzen.

## Hintergrund
Der Film wurde vom 8. November 2016 bis zum 7. Dezember 2016 in Weimar gedreht.
In einem kurzen Dialog zwischen Gobi und der Nachbarin Luise (Antonia Bill) berichtet diese von ihrem Unglück bei ihrer bisherigen Partnerwahl: Ein Fleischersohn, ein Geisterbahnbesitzer und ein einbeiniger Alkoholiker. Dies ist eine Anspielung auf zentrale Figuren aus den ersten drei Tatort-Episoden Die Fette Hoppe, Der Irre Iwan und Der treue Roy mit Lessing und Dorn.

## Rezeption

### Kritiken
„Allerhöchster Dialogwitz – aber leider etwas schleppende Inszenierung. Zum Teil ist die Dramaturgie so fadenscheinig wie Gobis Wollschlüpper. Trägt uns trotzdem durch die Winternacht des Zweiten Weihnachtstags.“

„Die schlicht konstruierte Kriminalhandlung […] wirkt in etwa so spannend wie von den Letztplatzierten beim Edgar-Wallace-Filme-Gedächtnispreis erdacht. […] Regisseur Ed Herzog tut erfolgreich so, als wäre hier seltsamerweise jeder normal – selbstverständlich außer den therapierenden Ärzten und all den Frauen, die den wüsten Gobi anschmachten. Die Autoren Murmel Clausen und Andreas Pflüger setzen vor allem auf die Kalauertauglichkeit ganz, ganz weniger Motive.“

### Einschaltquote
Die Erstausstrahlung von Der wüste Gobi am 26. Dezember 2017 wurde in Deutschland von 5,92 Millionen Zuschauern gesehen und erreichte einen Marktanteil von 17,5 % für Das Erste. Das war laut ARD die schlechteste Quote für einen neuen „Tatort“ im Ersten von Sommer 2010 bis Weihnachten 2019, als One Way Ticket mit 16,3 % eine noch schlechtere Quote erreichte.

## Schauspieler, Autoren

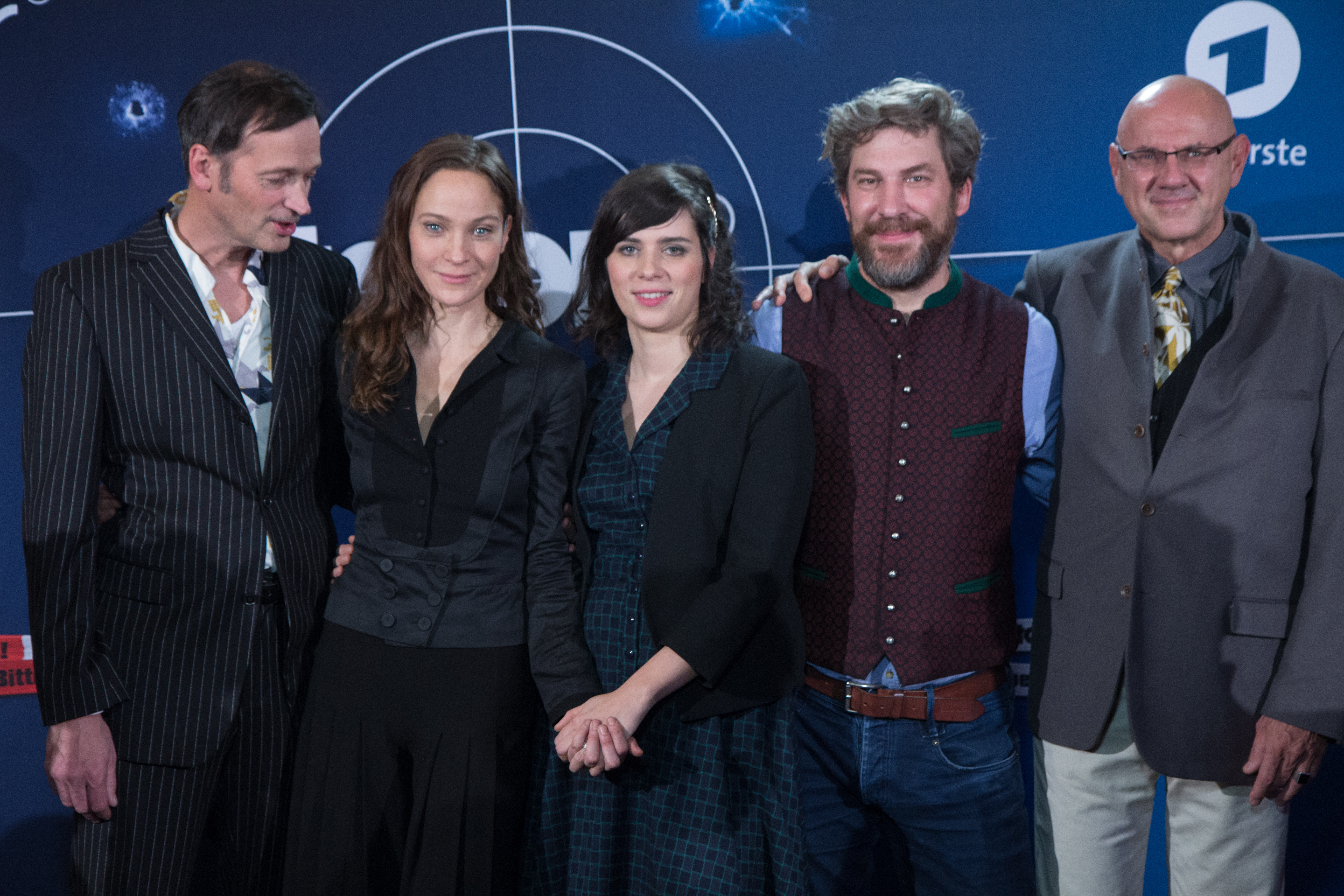
Ed Herzog, Jeanette Hain, Nora Tschirner, Murmel Clausen, Andreas Pflüger
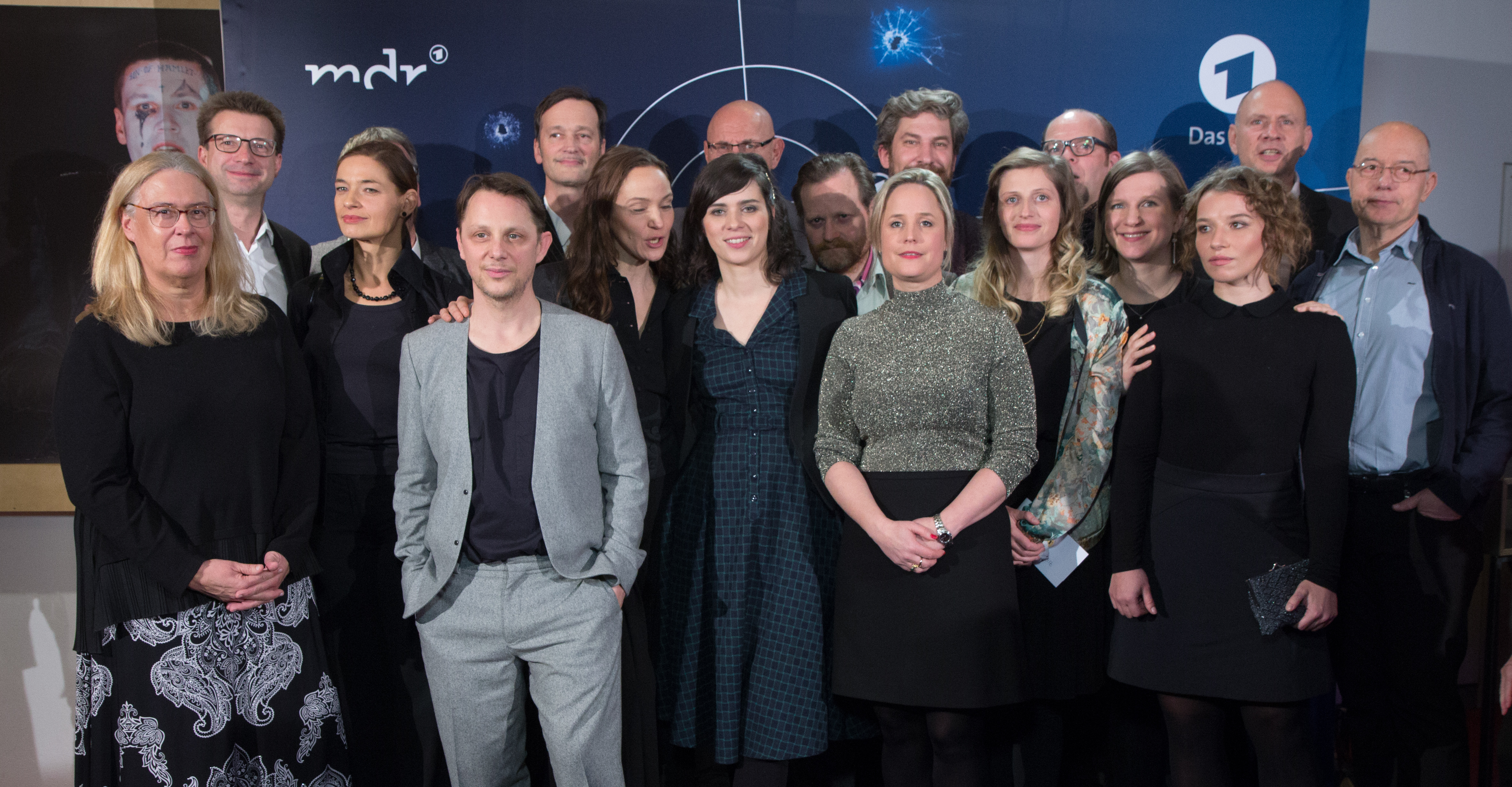
Schauspieler, Autoren, MDR-Redakteure
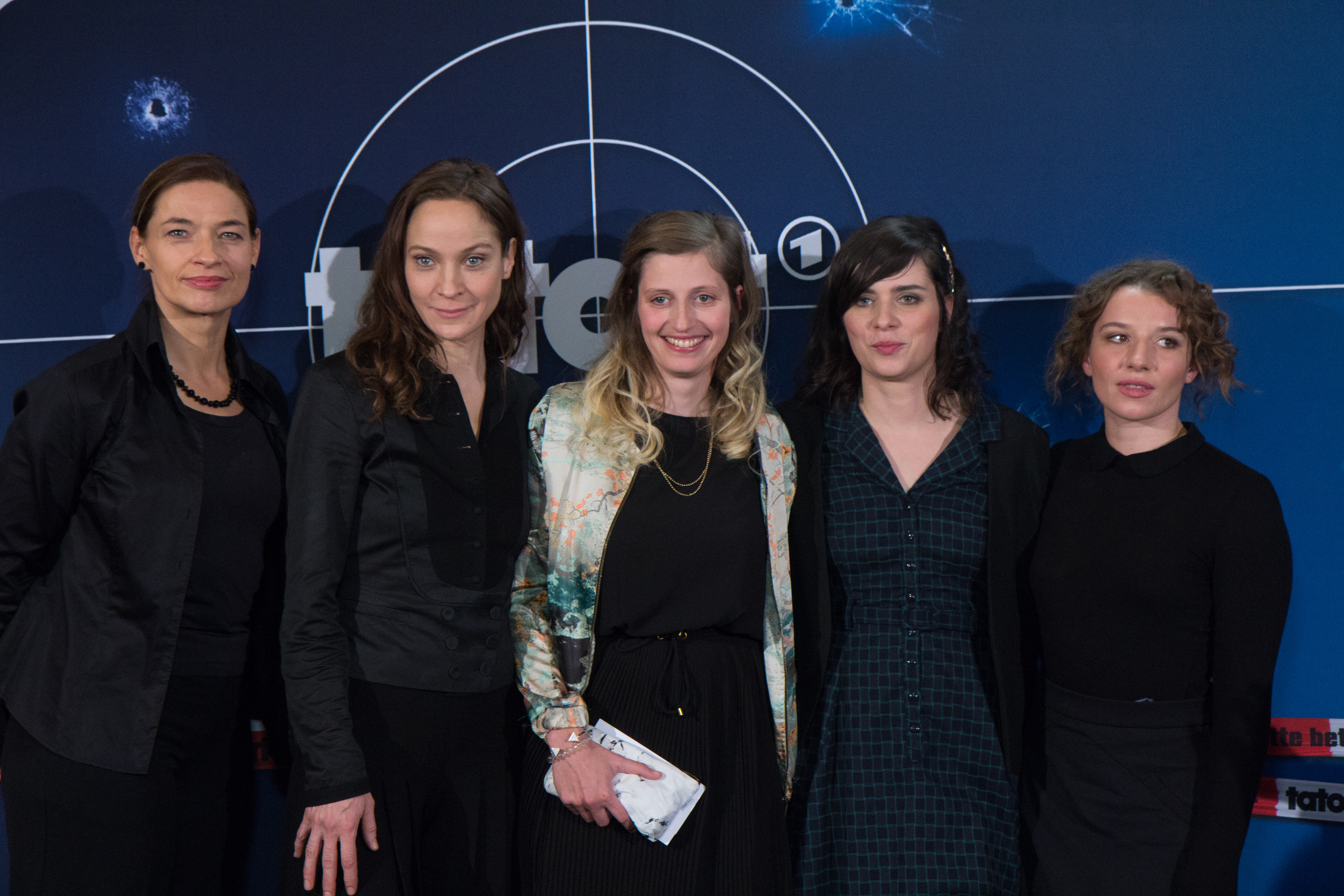
Jeanette Hain (2.v.l.) Nora Tschirner (2.v.r.), Antonia Bill
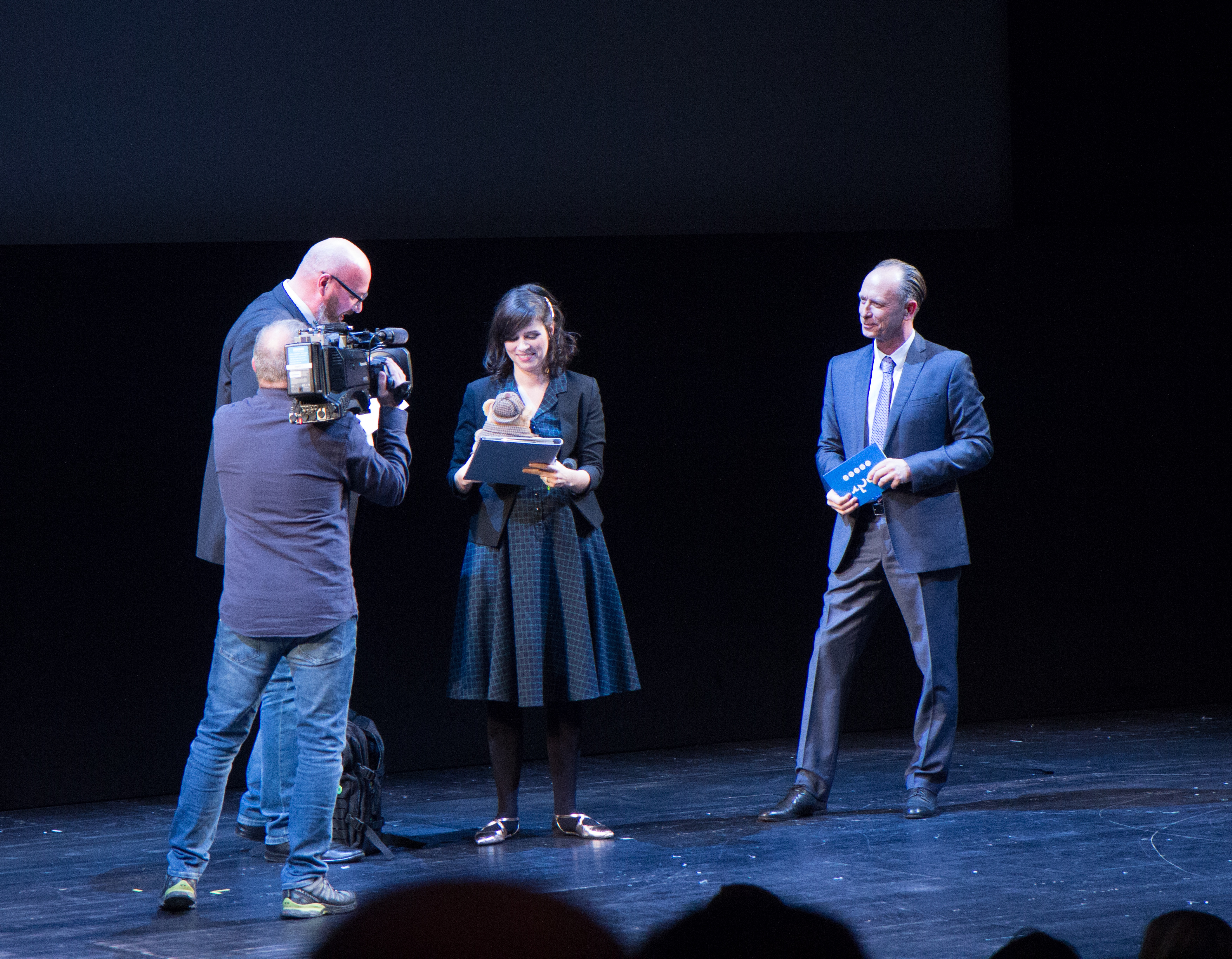
Nora Tschirner wird zur Ehrenkommissarin ernannt